# Danza irlandesa

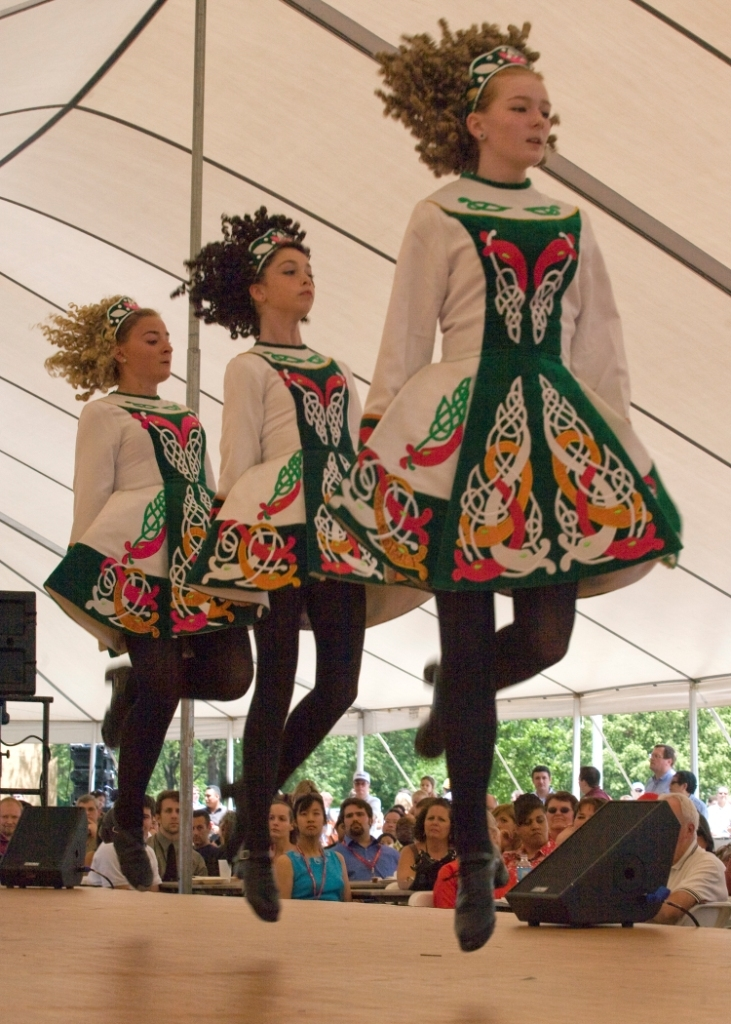
Bailarinas de danza irlandesas, Academia Davis, 2008.

La danza irlandesa es un grupo de danzas tradicionales originales de Irlanda que puede dividirse, a grandes rasgos, en danza social y danzas de representación.
La danza social irlandesa Pala puede dividirse en "céili" y danza "grupal". Las danzas grupales irlandesas son cuadrillas, bailadas por cuatro parejas acomodadas en un cuadro, mientras que las danzas céilís son bailadas por formaciones variadas (céilí) de dos a dieciséis personas. En conjunto con su formación hay diferentes estilos importantes entre estas dos tipos de danza social. La danza social irlandesa es una tradición de variaciones y vida, en particular danzas que se encuentran a través de la comunidad de danza irlandesa; en algunos lugares, las danzas son modificadas y nuevas danzas son representadas.
La danza irlandesa fue popularizada en 1994 por el famoso programa Riverdance, es considerado por la rapidez de la piernas y movimientos de pies; el cuerpo y los brazos se mantienen estáticos. El mundo de la danza irlandesa se ha expandido incluyendo en las representaciones de Lord of the Dance, Celtic Tiger, and Heartbeat of Home. Los bailes más competitivos son los "solos", aunque algunos bailarines también compiten usando la técnica "céilí". El baile individual, "solo", se caracteriza por mantener rígida la parte superior del cuerpo, los brazos y la espalda rectos y la precisión de movimientos en las piernas y los pies. Puede llevarse a cabo con "zapatos suaves" o con "zapatos resistentes".

## Historia
Las tradiciones de danza irlandesa probablemente nacieron en estrecha asociación con música tradicional irlandesa. Aunque sus orígenes son inciertos, la danza irlandesa fue influenciada por las diferentes danzas del continente, en especial las cuadrillas. Los expertos en danza la difundieron a través de Irlanda entre el siglo XVIII y principios del siglo XIX. Durante este tiempo, los lugares para competencias y representaciones fueron espacios pequeños, por lo que los maestros de la danza disponían de poco espacio para bailar y bailaban sobre la superficie de las mesas o, a veces, encima de un barril. Debido a ello los estilos de danza fueron muy estrictos, con las manos rígidas a los lados y poco movimiento de manos. Se dice que cuando los soldados británicos prohibieron la danza en el país, los irlandeses cerraban sus puertas con seguridad para seguir bailando solamente con los pies-con las manos rígidas en los costados. Con el paso del tiempo se fueron desarrollando competencias y representaciones, por lo que surgieron  nuevos estilos que incluían más movimientos y hubo más baile irlandés en los escenarios, por ejemplo en Riverdance.

## Danzas irlandesas estilo "céilí"
Danza irlandesa social o  céilí es un tipo de baile que varía a lo largo de Irlanda y el resto del mundo. La danza "céilí" se baila desde dos hasta dieciséis personas.
La danza céilí también puede ser representada por un ilimitado número de parejas en línea o alrededor de unDance"). Este tipo de danza a menudo es rápida y complicada ("Antrim Reel", "Morris Reel").
En un entorno social, la danza céilí puede ser "called" – esto se refiere a que los próximos pasos son anunciados durante el baile para facilitarles la ejecución a los recién llegados. Este tipo de danzas se bailan con la ayuda de instrumentos regionales como el tambor irlandés o el violín en conjunto con la concertina (y otros instrumentos similares), la guitarra, el silbato o la flauta.
El término danza céilí fue inventado en el siglo XIX por la [liga gaélica]]. Céilí como sustantivo del adjetivo {{lang|

## Conjunto de danza irlandesa
Conjunto de danza irlandesa (también denominado "conjunto regional de baile") está basada en cuadrillas francesas las cuales fueron adaptadas al baile irlandés integrando pasos de la  sean-nós y música irlandesa. Las características del conjunto de danza irlandesa son los bailes en conjuntos cuadrados en parejas de cuatro (ocho personas en total), y consiste en varias figuras cada una con un número de partes, frecuentemente repetidas en cada conjunto. Este tipo de baile (figure) es bailado con música tempo, en su mayoría reels, jigs, jigs y hornpipes. Los conjuntos se originaron en varias partes de Irlanda y son nombrados según su lugar de origen; por ejemplo conjunto Corofin Plain, el conjunto South Galway y el conjunto Clare Lancers.
La organización Comhaltas Ceoltóirí Éireann es la que promueve y presenta los eventos de conjuntos de danza irlandesa.

## Danzas regionales irlandesas
La danza regional irlandesa es descendiente directo de la antigua danza tradicional. Existen diferentes formas de danza tradicional en Irlanda (incluyendo sean-nós dancing y el antiguo estilo tradicional), pero el estilo más común para el público es el Munster, o del sur, el cual fue establecido por An Coimisiún le Rincí Gaelacha, el comité de danza irlandesa.
La danza irlandesa tradicional se desarrolla principalmente en competencias, funciones o para contextos formales. 

### Sean-nós danza en Irlanda diáspora
Los irlandeses al emigrar por todo el mundo aportaron más tradiciones culturales. La teoría es que la  danza Sean-nós  fue influenciada por otras formas de danzas tradicionales "solo", especialmente las que se encontraban en comunidades irlandesas. La danza sean-nós fue influenciada por el desarrollo de las danzas americanas y canadienses tradicionales, tales como la danza buck, flatfooting, clogging, and tap dancing. La danza sean-nós es la más vista en Estados Unidos y Canadá en los festivales folklóricos, así como en dance workshops  son los que están introduciendo estilos nuevos.

### Estilo antiguo de danzas regionales
El estilo antiguo de danzas regionales se relaciona con la danza sean-nós , denominada "El estilo Munster sean-nós". El estilo antiguo de danzas regionales se desarrolló entre el siglo XVIII y XIX por los expertos en danza irlandesa. Los expertos en danza formalizaron y transformaron el "solo" y las danzas sociales. Los expertos modernos del estilo antiguo tradicional de danza trazaron un linaje desde el siglo XVIII. 
Los expertos en danza irlandesa pulieron y codificaron las tradiciones de las danzas irlandesas indígenas. Las reglas surgieron para posicionar adecuadamente el cuerpo, los brazos y los pies. Así mismo, los bailarines instruyeron con la danza "step twice"- primero con el pie derecho y luego con el izquierdo. El estilo antiguo de danzas regionales se baila con los brazos relajados (pero no del todo rígidos) a los lados. Ellos bailan en un espacio limitado. Existe un énfasis en hacer sonidos con los dedos de los pies. Los maestros de la danza irlandesa en este tiempo realizaron bailes con pasos y melodías particulares con música tradicional, creando "solos" como el Blackbird, St. Patrick´s Day y Job of Journey Work, los cuales se han modernizado. En este contexto, "set dance" significa separar la tradición de la danza social, tradición llamada set dance.

### Bailes
Los bailes "solo" irlandeses se clasifican en dos grandes categorías sobre la base de los zapatos que se usan: bailes de "zapato duro" y "zapato suave" (o zapato ligero). 
Existen cuatro tipos de estilos de danza sobre la base de los zapatos: el  reel, slip jig,  plantilla ligero y plantilla solo  (también conocido como hop jig). El baile reel tiene un 4/4 (algunas veces 2/4 o 2/2) time signature. "Slip jigs" tienen un tiempo 9/8. El jig ligero y el "solo" tienen tiempos 6/8, con diferentes énfasis dentro de la medida de distinguir la música. 
Los zapatos duros incluyen el hornpipe en tiempo sincopado 2/4 o 4/4, el plantilla aguda (también llamado plantilla pesada o plantilla fuerte) en un tiempo lento de 6/8, el  agudo real (danza pesada realizada con música reel ) y conjuntos tradicionales, el cual es un grupo de danzas con conjuntos musicales y pasos. La mayoría de los conjuntos tradicionales tienen una expresión irregular musical. También existen "conjuntos no tradicionales" más avanzados realizados por bailarines profesionales. Este tiene un conjunto de música, pero no de pasos. Existen múltiples conjuntos tradicionales, incluyendo el  St. Patrick's Day, Blackbird, Job of Journeywork, Three Sea Captains, Garden of Daisies, y King of the Fairies.
Los bailarines profesionales generalmente bailan cuatro o seis pasos al mismo tiempo, dependiendo el nivel del baile. Cada paso dura ocho bars de música. Cada uno empieza bailando con el pie derecho, repitiendo con el pie izquierdo, haciendo movimientos opuestos. Los conjuntos de baile tienen diferente formato. El bailarín usualmente baila un paso que no está limitado con ocho "bars" y es repetido, con pasos similares de otros bailarines. Después el bailarín usualmente baila un "paso"  el cual no es repetido. Es una hazaña solicitada y competitiva de baile esta "tercera vuelta" en regional, nacional, y competencias en el mundo, solamente un porcentaje pequeño de bailarines son invitados para regresar a representar. 
Los bailes céilí usadas en competiciones son versiones precisas de aquellos que bailan menos formal. Existe una lista de 30 bailes céili que han sido estandarizados y publicados en una comisión Ar Rinncidhe Foirne como ejemplos de típicos bailes flolkloricos irlandeses; estos son llamados los bailes del "libro" por los bailarines. Muchos de las competiciones de baile irlandés solamente preguntan por una pieza pequeña de cualquier baile dado, en interés de tiempo.

### Zapatos y vestimenta
Existen dos tipos de zapatos: los zapatos suaves (también llamados ghillies) y los zapatos duros. Los zapatos duros son similares a tap los zapatos, excepto que las puntas y los tacones están hechos de fibra de vidrio en vez de metal. y son significantemente más voluminosos. Los primeros zapatos duros tenían madera y grifos de piel con clavos de metal. Después las puntas y los tacones fueron cambiados en resina o fibra de vidrio para reducir el peso y que los sonidos sean más fuertes. Los zapatos suaves, los cuales son llamados   Ghillies , son zapatos negros con cordones. Los Ghillies solo son usados por niñas, mientras que los niños usan zapatos negros de cuero llamados "zapatos de rollo", los cuales se parecen al zapato de jazz negro con un tacón duro. Los zapatos suaves de baile de los niños cuentan con tacones audibles. Una nueva tendencia incluye agregar cordones blancos a los zapatos suaves, y la cinta blanca para las correas de los zapatos duros con el fin de dar la ilusión de alargar las piernas.
Varias generaciones atrás, el vestido apropiado para la competencia era sencilla "ropa de domingo" (la que uno podría usar en la iglesia). Las escuelas de baile irlandés generalmente tienen escuelas de vestidos, usado por los competidores de nivel inferior y en espectáculos públicos. Como los bailarines avanzan en las competencias o se dan papeles protagonistas en espectáculos públicos pueden conseguir un vestido en solitario de su propio diseño y colores o usar el vestido del equipo. En 1970 a 1980, los ornamentos de los vestidos se volvieron populares. Hoy en día la ornamentación es más utilizada en los vestidos de las niñas. Los vestidos solo solamente son para cada bailarín. Hoy en día la mayoría de las mujeres y niñas usan una peluca o una postizo de cabello para una competencia, pero algunos siguen arreglando su propio cabello. La mayoría de los hombres usan una camisa, un chaleco y un par de zapatos con pantalones negros.

### Estructura de competición
Un concurso de paso de baile organizado se conoce como feis (pronunciado "fesh", plural "feiseanna"). La palabra "feis" significa "festival"  en lenguaje irlandés y en rigor también tendría competencias en la música y la artesanía. Féile (/ˈfeɪlə/)  es un término más correcto para el concurso de baile, pero los términos se pueden usar indistintamente. Las competencias de baile son divididas por edad y nivel de experiencia. Los nombres de los niveles y otras reglas de organización varían entre países y regiones. Los bailarines están basados en la puntuación de la técnica ((la colocación de los pies, resulta a lado de sus talones, etc.), de estilo (la gracia, el poder, etc.)  y otros elementos como el tiempo, el ritmo y los sonidos en su danza de zapato duros. 
Un concurso de campeonato anual regional es conocido como oireachtas (/oʊˈrɒktəs/). Una comisión tiene varios concursos de campeonatos "nacionales". Cada uno de los principales paso de baile irlandés acoge un campeonato de primer nivel, pasando por títulos diferentes. Una comisión de campeonato mundial son las más grandes con 6,000 bailarines compitiendo en más de 30 países en todo el mundo. 
Oireachtas Rince Na Cruinne, o el "Campeonato del Mundo"( por un bailarín de comisión), primero se llevó a cabo en Dublín en 1970 en Coláiste Mhuire, una escuela en la plaza Parnell. Los "mundos" sobrepasaron la ubicación original y se movieron alrededor de la República de Irlanda y Norte de Irlanda. En 2002, por primera vez, "Los Mundos" dejaron Irlanda para Glasgow. En 2009, por primera vez el campeonato del mundo se celebró en Estados Unidos, en Filadelfia. Los campeonatos del 2011 se llevaron a cabo una vez más en Dublín. Los campeonatos del 2012 se celebraron en  Belfast, con los mundos programados 2013-2016 para Boston, Londres, Montreal y  Glasgow respectivamente. El documental de la BBC Jig proporciona una visión en los bailarines de nivel de campeonato compitiendo en el Campeonato Mundial del 2010 celebrada en Glasgow.
Una Comdhai´de toda Irlanda y los campeonatos internacionales tienen lugar cada semana de Pascua, con la competencia que se celebra en Ennis en 2011. La mayor NAIDF (Federación Irlandesa de danza de Norteamérica)competencia actualmente son Las Nacionales celebradas en la Universidad de Lehigh y el centro de convenciones en el valle Forge en Pensilvania en 2012. El WIDA (Asociación Mundial de Danza Irlandesa) el cual son principalmente bailarines de países europeos, también tienen su propio mundo y campeonato Europeo durante la semana de Pascua Una de Comdhdail Toda Irlanda y campeonatos internacionales tengan lugar cada semana de Pascua, con la competencia que se celebra en Ennis en 2011. La mayor NAIDF (North American Irish Federación Dance) competencia actualmente es Los Nacionales celebradas en Universidad de Lehigh en Bethlehem, Pensilvania, en 2012. El WIDA (Asociación Mundial de la Danza irlandesa), que es principalmente bailarines de países europeos, también tienen su propio mundo y campeonatos de Europa durante la semana de Pascua con la competencia que se celebra en Berlín en 2011, y programado para Polonia en 2012.

### Información general
- The Flow. El blog de la música tradicional irlandesa
- Irish Dancing & Culture Magazine
- Set Dancing News: portal for set dancing information
- Diddlyi.com: Irish Dance and Music Social Network
- O'Keeffe & O'Brien – A Handbook of Irish Dance (1902)
- Diochra.com: Discover Irish dance!
- Beginners Guide to Irish Dancing
- The History of Irish Dance
- Irish Step Dancing
- Set Dance
- World Irish Dancing
- Dance instruction database

### Organizaciones de danza Irlandesa
- An Coimisiún le Rincí Gaelacha The Irish Dancing Commission
- An Comhdháil Múinteora Rince GaelachaArchivado el 14 de abril de 2012 en Wayback Machine. Congress of Irish Dance Teachers
- Cumann Rince Náisiúnta (CRN) National Dance Association
- World Irish Dance Association (WIDA)
- North American Irish Dance Federation (NAIDF)
- Irish Dancing Network
- Comhaltas Ceoltóirí Eireann Gathering of Musicians of Ireland
- Cumman Rince Dea Mheasa An Organisation of Good Will

- Datos: Q1146185
- Multimedia: Irish dance / Q1146185